# Mats Svegfors
John Mats Arvid Svegfors, född 23 augusti 1948 i Bredestad i Jönköpings län, är en svensk publicist och ämbetsman.

## Biografi
Mats Svegfors studerade vid Lunds universitet. Han var ordförande i Lunds studentkår 1971 och ordförande i Fria Moderata Studentförbundet 1974–1975. 1974 anställdes han som utredningssekreterare i Näringslivets byggnadsdelegation. Efter valet 1976 blev han sakkunnig i ekonomidepartementet och under den andra Fälldin-regeringen utnämndes han till statssekreterare i bostadsdepartementet. 1981 blev han VD för Timbro. Han var därefter från 1983 politisk redaktör och 1991–2000 chefredaktör för Svenska Dagbladet. Han tjänstgjorde som landshövding i Västmanlands län 2000–januari 2009.
Mats Svegfors var ordförande i den parlamentariska ansvarskommittén, vars uppgift var att se över ansvarsfördelningen för offentlig verksamhet mellan central, regional och lokal nivå samt den regionala indelningen i Sverige. Han var tidigare ordförande i föreningen Beridna högvakten.
Från februari 2009 till 1 oktober 2012 var Svegfors VD för Sveriges Radio AB. Han efterträddes av dåvarande vice VD Cilla Benkö.
Svegfors var politisk chefredaktör på Svenska Dagbladet och hade skrivit en kritisk ledare natten när Olof Palme mördades. Den var avsedd att publiceras tillsammans med en kritisk artikel av Svenska Arbetsgivareföreningens chef Olof Ljunggren på samma uppslag, men när Svegfors fick vetskap om mordet lyfte han ut artiklarna. De kom dock med i Norrlandsupplagan som redan hade tryckts.